# Comuna Korșiv, Colomeea
Korșiv (în ucraineană Коршів) este o comună în raionul Colomeea, regiunea Ivano-Frankivsk, Ucraina, formată din satele Kazaniv, Korșiv (reședința) și Liskî.

## Demografie
Componența lingvistică a comunei Korșiv
     Ucraineană (99,82%)
     Alte limbi (0,18%)
Conform recensământului din 2001, majoritatea populației comunei Korșiv era vorbitoare de ucraineană (99,82%), existând în minoritate și vorbitori de alte limbi.